# Luang Namtha
Luang Namtha (in lao ຫລວງນໍ້າທາ) è una città del Laos, situata nella provincia di Luang Namtha, della quale è il capoluogo.